# Ralf Cerne
Ralf Cerne (* 15. Dezember 1975 in Herne) ist ein deutscher Musiker.

## Leben
Seit 1990 ist Cerne im Musikgeschäft tätig und wird von Klaus Pelizaeus produziert. 1993 belegte er in der NDR-Fernsehsendung Bi uns tu Hus mit dem Titel Wenn der Norden erwacht Platz 1. Bis 1996 war er ein reiner Volksmusiksänger; nach fünfjähriger Pause kehrte er mit Schlagern und deutscher Diskomusik, vorwiegend von dem deutschen Produzenten Hermann Niesig umgesetzt, zurück. Er wird meist auf WDR 4 gespielt. 2009 veröffentlichte er eine Maxi-CD mit dem Titel So kannst du nicht gehn.

## Diskografie(Auswahl)
- 1991: Jetzt kommen die lustigen Tage
- 1992: Auf los geht’s los
- 1992: Die Schwester Marie
- 1993: Tanz, tanz, tanz unterm Kirmesbaum (Album)
- 1993: Bei Dir fühl ich mich so Pudelwohl
- 1994: Es ist so schön bei dir Cherie
- 1994: Ich wünsch Dir ’nen schönen Tag
- 1995: Ein Stück Himmel will ich Dir schenken
- 1995: Du und ich, wir treten ins Pedal
- 1996: Hasta la Vista
- 2001: Bin doch kein Parasit
- 2002: Wenn ich mal allein sein will
- 2004: Baby Blue
- 2004: Wieso gerade ich…?
- 2005: Mit dir ist alles anders
- 2005: Ich hab’s getan (unveröffentlicht)
- 2005: Hast du gedacht…
- 2006: Baby Blue (Album)
- 2006: Für Dich...
- 2006: Bis der erste Regen fällt
- 2006: Mief! (Remake 2006)
- 2007: Im Falle eines Falles
- 2007: Das ist nicht Fair
- 2009: So kannst du nicht geh´n
- 2011: Nicht gesucht und doch gefunden
- 2011: Sonnenlicht bei Nacht
- 2012: Wie tief dein Gefühl
- 2013: Ich komm nicht los
- 2014: Ralf Cerne Best of
- 2017: Wann sagt´s du ihm
- 2022: Baby Blue(Cesareo DeeJay x Hitarena Club Mix)
- 2022: Dein Leben ist mein Programm
- 2023: Sonnenlicht bei Nacht (Just Beautiful Mix)
- 2023: Es läuft